# Vladimir Parfenovič
Vladimir Parfenovič (bělorusky Уладзімір Парфяновіч; * 2. prosince 1958 Minsk) je bývalý běloruský rychlostní kanoista (kajakář), který reprezentoval Sovětský svaz. Proslul především jako sprinter. Na olympijských hrách v Moskvě roku 1980 získal tři zlaté olympijské medaile, jednu individuální, v závodu na 500 metrů, a dvě ve dvojici se Sergejem Čuchrajem, v závodech na 500 a 1000 metrů. Je též devítinásobným mistrem světa. V letech 1995–2007 byl prezidentem Běloruské kanoistické federace. V roce 2000 vstoupil do politiky a stal se členem parlamentu, připojil se ke klubu Respublika, který se vymezoval vůči vládě Alexandra Lukašenka. V roce 2004 proslul protestní hladovkou, k níž se spolu se dvěma svými kolegy uchýlil poté, co předseda parlamentu nezahájil rozpravu a neumožnil hlasování o jejich návrhu na změnu volebních pravidel. Hladovku ukončil po osmnácti dnech, poté co o jejich návrhu bylo hlasováno a byl odmítnut. V roce 2013 se vrátil ke kanoistice a stal se hlavním trenérem ruské reprezentace.